# Vitória
För andra betydelser, se Vitoria.
Vitória är en stad och kommun i östra Brasilien och är huvudstad i delstaten Espírito Santo. Kommunen har cirka 350 000 invånare, varav två tredjedelar bor i det centrala distriktet och resterande tredjedel i det nordligare distriktet Goiabeiras, där även delstatens största flygplats är belägen. Hela storstadsområdet har cirka 1,9 miljoner invånare.
Vitória grundades 1551 och har sedan dess fungerat som Espírito Santos huvudstad. Staden är belägen på en ö i omedelbar närhet av delstatens atlantkust. Sex broar förbinder ön med fastlandet.

## Administrativ indelning
Kommunen var år 2010 indelad i två distrikt:
- Goiabeiras
- Vitória

## Befolkningsutveckling
| Område          | Areal (km²) | Invånarantal 1 augusti 2000 | Invånarantal 1 augusti 2010 | Invånarantal 1 juli 2014 |
| --------------- | ----------- | --------------------------- | --------------------------- | ------------------------ |
| Storstadsområde | 2 335,76    | 1 438 596                   | 1 687 704                   | 1 884 096                |
| Vitória         | 98,19       | 292 304                     | 327 801                     | 352 104                  |

Storstadsområdet bildades formellt den 21 februari 1995 och bestod då av de fem kommunerna Cariacica, Serra, Viana, Vila Velha och Vitória. 1999 tillkom Guarapari, och 2001 Fundão.

Karta över Vitórias storstadsområde.